# Tjøme
Tjøme là một đô thị ở hạt Vestfold, Na Uy. Trung tâm hành chính của đô thị này là làng Tjøme. Giáo xứ Tjømø đã được thành lập như là một đô thị ngày 01 tháng 1 năm 1838 (xem formannskapsdistrikt).
Đô thị Tjøme nằm hoàn toàn nằm trên các đảo, đảo chính là hòn đảo Tjøme, nơi "sentrum Tjøme" tọa lạc. Có một vài khu vực trung tâm khác trên các đảo như Hvasser.
Có khoảng 4.600 cư dân thường trú trên đảo, nhưng trong những tháng mùa hè con số này tăng lên đến khoảng 40.000 người, bao gồm cả gia đình Hoàng gia Na Uy, họ có một ngôi nhà mùa hè trên đảo. Lý do cho sự gia tăng du khách chủ yếu nhờ các môn thể thao biển có sẵn trong khu vực và thời tiết khá tốt. Mùa hè tại Tjøme đều ấm áp và đầy nắng, và những bãi biển đầy những người dân địa phương và khách du lịch. Tjøme đã được biệt danh Sommerøya (tiếng Anh: các đảo vào mùa hè). Khách du lịch chủ yếu là từ khu vực Oslo thăm hòn đảo.